# Gonaxia anonyma
Gonaxia anonyma är en nässeldjursart som beskrevs av Vervoort 1993. Gonaxia anonyma ingår i släktet Gonaxia och familjen Sertulariidae. Inga underarter finns listade i Catalogue of Life.